# Leigh Kennedy
Leigh Kennedy (* 4. Juni 1951 in Denver, geborene Laura L. McClure) ist eine in England wohnende US-amerikanische Schriftstellerin.

## Leben
Sie war von 1969 bis 1978 mit dem Kurzgeschichtenschreiber John Kennedy verheiratet. Ihr Studium am Metropolitan State College of Denver schloss sie 1979 mit einem Bachelor in Geschichte ab. 1980 zog sie nach Austin, Texas, 1985 nach England und hat inzwischen die britische Staatsangehörigkeit. Sie war von 1988 bis 2011 mit dem Science-Fiction-Autor Christopher Priest verheiratet und ist Mutter von Zwillingen. Sie wohnt in Hastings, im Südosten Englands.

## Schreiben
Kennedys erster Roman The Journal of Nicholas the American handelt gleichzeitig von der Schwierigkeit der Integration russischer Einwanderer der zweiten Generation in die US-amerikanische Gesellschaft und den Problemen eines Empathen, also von jemandem, der die Gefühle seiner Mitmenschen durch eine besondere Gabe wahrnehmen kann. Ihr zweiter Roman Saint Hiroshima schildert die Traumatisierung zweier junger Menschen und wie sie damit zurechtkommen beziehungsweise wie dieses Trauma ihren weiteren Lebensweg beeinflusst.
Ihre Kurzgeschichte Her Furry Face (1983, deutsch 1986 als Ihr hübsches Fellgesicht) war 1983 für den Nebula Award nominiert, ihre Kurzgeschichte The Silent Cradle (1983, deutsch 1991 als Russel) 1984 für den World Fantasy Award, ihr Roman The Journal of Nicholas the American 1987 für den Nebula Award und ihre Kurzgeschichte von 2001 Wind Angels für den British Science Fiction Association Award 2001.

## Werke

### Romane
- The Journal of Nicholas the American. Jonathan Cape, London 1986, ISBN 0-224-02349-7.

Deutsche Übersetzung: Das Tagebuch von Nikolaj dem Amerikaner. Heyne,  München 1989, ISBN 3-453-03899-1.
- Saint Hiroshima. Bloomsbury Publishing, London 1987, ISBN 0-747-50061-4.

Deutsche Übersetzung: St. Hiroshima. Heyne, München 1991, ISBN 3-453-04994-2.

### Kurzgeschichtensammlungen
- Faces. Jonathan Cape, London 1986, ISBN 0-224-02807-3.
- Wind Angels. PS Publishing, Hornsea 2011, ISBN 978-1-84863-197-7.